# In the Season of Buds
In the Season of Buds é um filme mudo norte-americano de 1910 em curta-metragem, do gênero comédia, dirigido por D. W. Griffith. Cópia do filme encontra-se conservada na Biblioteca do Congresso dos Estados Unidos.

## Elenco
- Mary Pickford ... Mabel
- Mack Sennett ... Henry
- Charles West ... Steve
- W. Chrystie Miller ... Tio Zeke
- Kate Bruce ... Tia